# Palamós
Die Stadt Palamós liegt an der Costa Brava in Spanien, in der Region Baix Empordà in der Autonomen Gemeinschaft Katalonien. Die Bevölkerung schwankt zwischen 14.000 und 90.000 je nach Saison. Palamós liegt an einer Ebene am Fuße des Küstengebirges Massís de les Gavarres.

## Geschichte

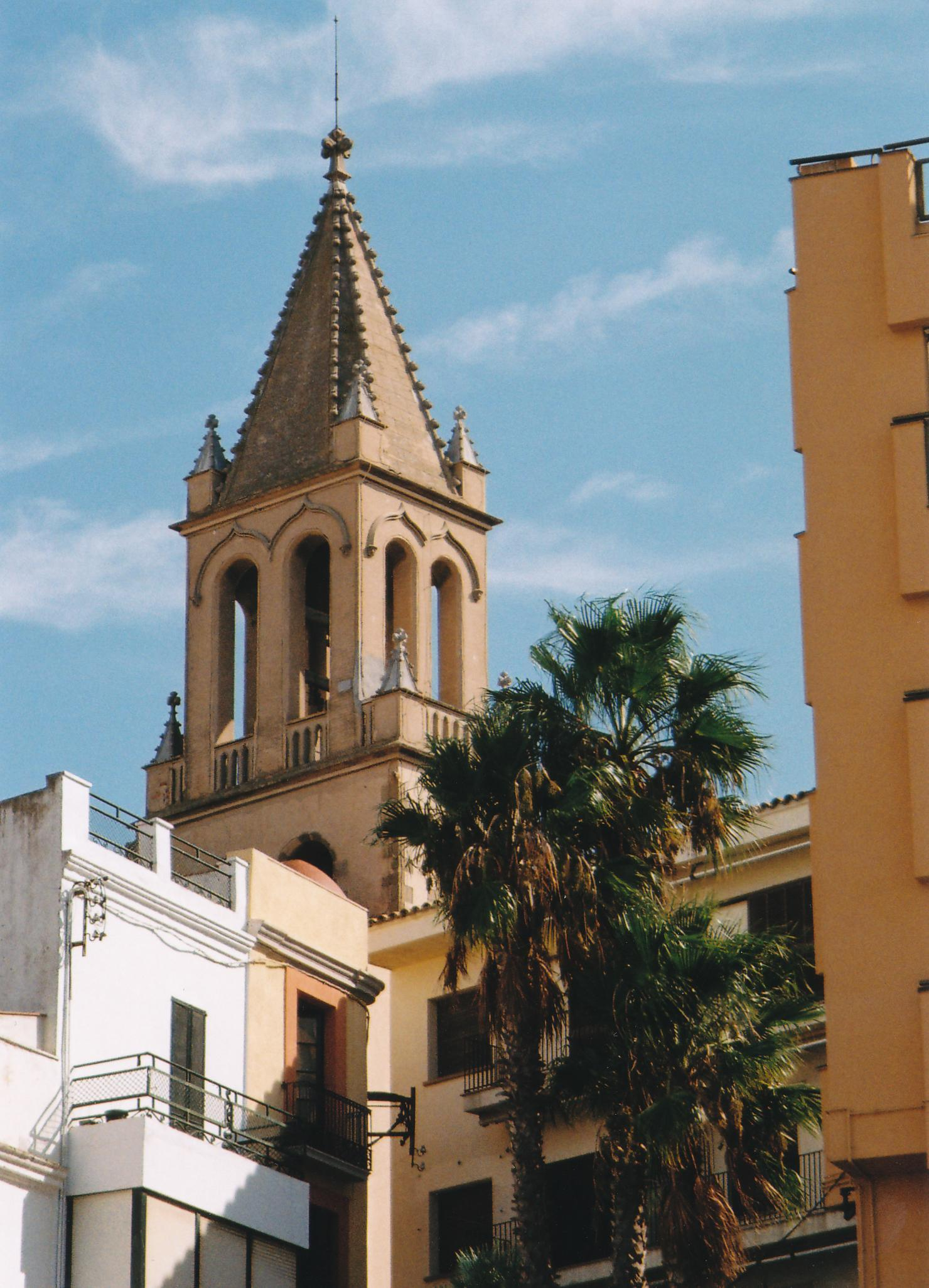
Teilansicht der Kirche Santa Maria del Mar

1277 wurde auf Beschluss von König Peter III. – genannt Pere el Gran (‚Peter der Große‘) – das Castell de Sant Esteve aufgekauft, eine Festungsanlage, die auf den Überresten einer römischen Siedlung erbaut worden war. 1279 ließ der König hier die Hafensiedlung Port Reial de Palamós (‚Königlicher Hafen von Palamós‘) gründen und mit Marktrecht ausstatten. Als befestigter Ankerplatz gewann der Ort rasch an Bedeutung.
König Ferdinand der Katholische ließ 1484 die Grafschaft Palamós – Comtat de Palamós – bilden und ernannte Bernat Galceran de Requesens zum ersten Grafen von Palamós. Dieser ließ den Hafen des Ortes erweitern und durch eine Mole schützen. 1543 wurde Palamós von einer türkischen Flotte unter Khair ad-Din Barbarossa angegriffen und geplündert. Daraufhin wurden in Folge die Befestigungen des Ortes ausgebaut und es wurde die Zitadelle Sa Punta errichtet, was Palamós im 17. Jahrhundert zu einer der bedeutendsten Festungen an der katalanischen Küste werden ließ.
Während des Neunjährigen Krieges wurde der Ort aufgrund seiner militärischen Bedeutung von französischen Truppen angegriffen und 1694 vollkommen zerstört. Es folgte Anfang des 18. Jahrhunderts ein wirtschaftlicher und demografischer Niedergang des Ortes, der erst in der zweiten Hälfte des 18. Jahrhunderts wieder prosperierte, als er zu einem Zentrum der Korkindustrie wurde.
Im März 1887 wurde die Bahnstrecke Flaçà-Palamós eröffnet und Anfang des 20. Jahrhunderts der Hafen, der traditionell eine große Fischereiflotte beherbergt, ausgebaut. Im Spanischen Bürgerkrieg wurde der Ort erneut Ziel von schweren Angriffen, bei denen ein Drittel aller Gebäude der Stadt beschädigt oder zerstört wurden. Die Bahnstrecke nach Flaçà war nach dem Bürgerkrieg ruiniert, sodass am 29. Februar 1956 der letzte Zug verkehrte und die Linie anschließend geschlossen wurde. Seit den 1960er Jahren gewinnt der Tourismus als Einnahmequelle rasch an Bedeutung, wobei ein Großteil der Besucher aus Katalonien selbst kommt.

## Fischerei

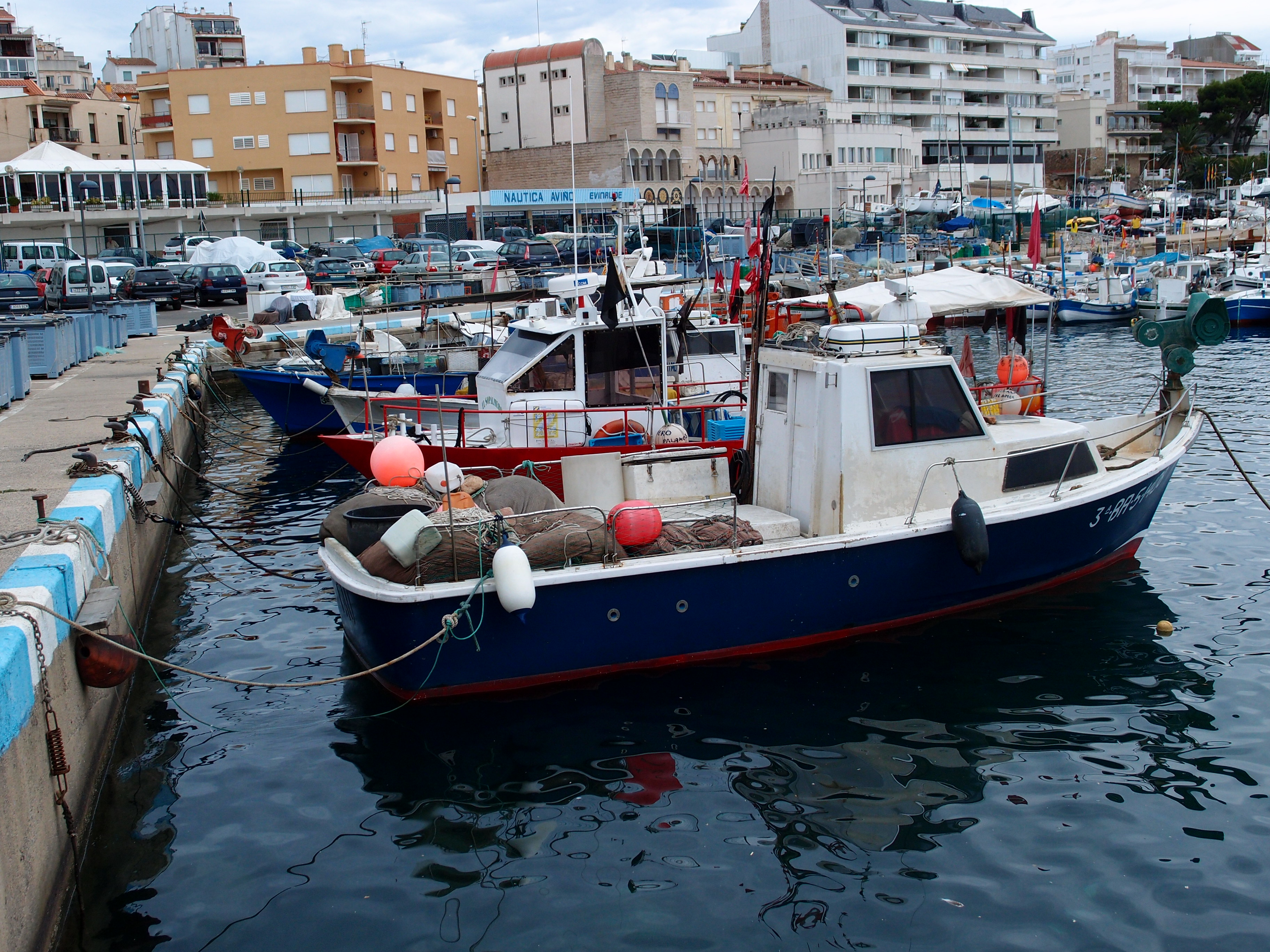
Fischereihafen

Als zweitgrößter Fischereihafen Kataloniens – nach Roses – wird Palamós auch heute noch durch die Fischerei geprägt. 3.000 Menschen leben hier direkt oder indirekt vom Fischfang. Die Fischer sind in einer Genossenschaft organisiert, die auch die Vermarktung aller Fänge übernimmt. Frühmorgens laufen die Schleppnetzfischer aus und alle Fangschiffe der Flotte liegen in einer Reihe am Ausgang der Bucht. Um Punkt 7:00 Uhr ertönt das Startsignal und die schnellsten Boote können sich die (vermeintlich) ertragreichsten Routen sichern. Um Strafgebühren zu vermeiden, müssen die Fangboote spätestens um 17:00 Uhr zur Versteigerung wieder einlaufen. Die Fischer können nur aufgrund massiver Subventionen des Dieseltreibstoffs mit Gewinn arbeiten.
Im Fischerei- und Industriehafen sind umfangreiche Anlagen zur Fischversteigerung und zum Fischverkauf sowie das (nach eigener Auskunft) einzige Fischereimuseum des Mittelmeeres zu finden. Das zweistöckige Museum steht auf dem Hafengelände. Im Museum werden die kommerziell genutzten Meerestiere vorgestellt, ebenso Geräte und ein Fangboot aus der Zeit vor der motorisierten Schifffahrt. In Filmen werden der Tagesablauf und typische Tätigkeiten der Fischer mit verschiedenen Fangtechniken erläutert (Langleinenfischer, Schleppnetzfischer, Sardinenfischer, Stellnetzfischer und Reusenfischer). In Schaukästen können darüber hinaus die verschiedenen Fangtechniken anhand kleiner Modelle nachvollzogen werden. 2005 erreichte das Fischereimuseum die Endrunde des Wettbewerbs Europäisches Museum des Jahres 2005 und erhielt die Auszeichnung Special commendation 2005.

## Tourismus
Der Ort verfügt über sieben Strände verschiedener Kategorien. Das Klima ist im Winter mild, die Sommertemperaturen liegen zwischen 20 und 35 °C. Die touristische Hauptentwicklung findet gegenwärtig in dem südlich gelegenen Sant Antoni de Calonge statt, das inzwischen mit Palamós zusammengewachsen ist.

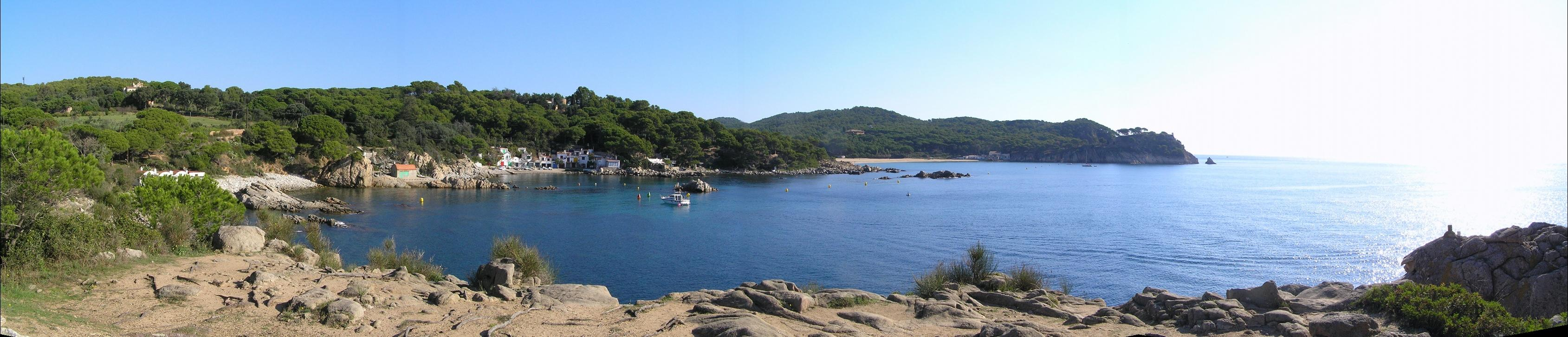
S'Alguer (vorne) und Castell Strand (im Hintergrund), Stadtgebiet von Palamós

## Sehenswürdigkeiten
- Kreuzgang von Mas del Vent

## Sport
Palamós ist Heimat des 1898 gegründeten Fußballvereins FC Palamós.

## Söhne und Töchter der Stadt
Einer der berühmtesten Einwohner von Palamós war Frederic Pujulà i Vallès, ein Pionier der Plansprache Esperanto. Weiterhin wurde der Fußballer Joan Jordán hier geboren.

## Teilorte
- Palamós (9.231 Einwohner)
- Sant Joan de Palamós (7.313 Einwohner)
- Vila-romà (157 Einwohner)
- El Figuerar 	(87 Einwohner)
- La Fosca (23 Einwohner)
- Cala Margarida (6 Einwohner)
- s’Alguer (0 Einwohner) Wochenendsiedlung mit zirka einem Dutzend Ferienhäuschen direkt am Strand

## Partnerstädte
- Rheda-Wiedenbrück, (Nordrhein-Westfalen), (Deutschland), seit 1995

## Persönlichkeiten
- Álvaro Rodríguez (* 2004), uruguayischer Fußballspieler